# Exploration de l'Arctique
L'exploration de l'Arctique est l'exploration physique de la région arctique de la Terre et se réfère donc à la période historique au cours de laquelle l'humanité a exploré la région au nord du cercle arctique.

## Chronologie de l'exploration de l'Arctique
| Date           | Navire Expédition                                                       | Explorateur et découvertes |
| -------------- | ----------------------------------------------------------------------- | --- |
| 983            |                                                                         | Erik le Rouge débarque au Groenland. |
| Vers l'an 1000 |                                                                         | Leif Eriksson au Vinland. |
| 1594-1597      |                                                                         | Willem Barents découvre le Spitzberg. |
| 1607-1610      | Hopewell                                                                | Henry Hudson explore le Groenland et le Svalbard, à la recherche du passage du Nord-Ouest. |
| 1615-1616      | Discovery                                                               | William Baffin et Robert Bylot montent jusqu'à la Baie de Baffin. |
| 1733-1743      | St Peter                                                                | Vitus Bering explore la mer de Bering et les côtes arctiques de la Sibérie. |
| 1769-1772      |                                                                         | Samuel Hearne explore les côtes arctiques du Canada. |
| 1773           | HMS Carcass                                                             | Constantine John Phipps et Horatio Nelson complètent l'exploration du Svalbard. |
| 1776-1778      | HMS Resolution Troisième voyage de Cook                                 | James Cook explore les côtes nord-est de la Sibérie et l'Alaska. |
| 1789-1793      |                                                                         | Alexander Mackenzie descend le fleuve Mackenzie jusqu'à l'arctique. |
| 1806           |                                                                         | William Scoresby Sénior entre dans l'océan Arctique au nord-est du Svalbard et atteint la latitude de 81°30'. |
| 1817           |                                                                         | William Scoresby Junior rencontre l'île Jan Mayen et monte jusqu'à 82°30'. |
| 1818           | HMS Isabella et HMS Alexander                                           | John Ross, William Edward Parry et James Clark Ross explorent la Baie de Baffin à la recherche du passage du Nord-Ouest et prennent contact avec les Esquimaux. |
| 1819-1820      | HMS Hecla et HMS Griper Première expédition de Parry                    | Parry, Frederick Beechey et James Ross, toujours à la recherche du passage du Nord-Ouest, atteignent l'île Melville et sont les premiers à hiverner à de telles latitude. |
| 1819-1822      | Expédition Coppermine                                                   | John Franklin, John Richardson et George Back descendent la rivière Coppermine jusqu'à la péninsule de Kent. L'expédition est une catastrophe, se terminant en cannibalisme et 11 morts. |
| 1821-1823      | HMS Hecla et HMS Fury Deuxième expédition de Parry                      | William Edward Parry pousse jusqu'au détroit de Fury et Hecla. |
| 1824-1825      | HMS Hecla et HMS Fury Troisième expédition de Parry                     | Parry et Francis Crozier poussent jusqu'à l'île Somerset. |
| 1825-1827      |                                                                         | Franklin, Richardson, Back et Peter Warren Dease explorent les côtes du Golfe du Couronnement à l'Alaska. |
| 1825-1828      | HMS Blossom                                                             | Beechey et Edward Belcher poussent jusqu'à l'Icy Cape (en) (Alaska). |
| 1827           | HMS Hecla Quatrième expédition de Parry                                 | Parry atteint 82°45' de latitude, au nord du Spitzberg |
| 1829 - 1833    | Victory Expédition privée de John Ross                                  | John Ross découvre le détroit du Prince-Régent. James Clark Ross atteint le Pôle Nord magnétique. |
| 1839-1840      | Bon Accord                                                              | William Penny explore la baie Cumberland. |
| 1845-1848      | HMS Erebus et HMS Terror Expédition Franklin                            | John Franklin, Francis Crozier et James Fitzjames partent à la recherche du passage du Nord-Ouest. Ils ne reviendront pas et de nombreuses expéditions seront lancées à leur recherche. |
| 1846-1847      |                                                                         | John Rae explore la péninsule Boothia. |
| 1848-1849      | HMS Investigator et HMS Enterprise Expédition de recherche              | James Clark Ross, Robert McClure et Leopold McClintock partent à la recherche de l'expédition Franklin. |
| 1848-1851      | HMS Herald et HMS North Star                                            | Henry Kellett et Émile de Bray attendent Franklin au détroit de Bering. |
| 1850-1851      | HMS Resolute, HMS Assistance, HMS Pioneer et HMS Intrepid               | Horatio Austin, Erasmus Ommanney et McClintock explorent l'île Cornwallis, toujours à la recherche de Franklin. |
| 1850-1851      | HMS Advance et HMS Rescue Première expédition Grinnell (en)             | Première expédition US dans l'Arctique, à la recherche de Franklin, avec Edwin De Haven et Elisha Kent Kane. |
| 1850-1851      | Lady Franklin et Sophia                                                 | William Penny et Alexander Stewart trouvent des traces de l'expédition Franklin sur l'île Beechey. |
| 1850-1853      | Le Prince Albert                                                        | William Kennedy et Joseph-René Bellot à la recherche de Franklin dans une expédition financée par Lady Franklin. |
| 1850-1854      | HMS Investigator Expédition arctique McLure                             | Parti initialement à la recherche de Franklin, Robert McClure, le commandant Samuel Gurney Creswell, Charles Symes Haswell et Robert Wynniatt franchissent le détroit de Bering et découvrent le dernier maillon du passage du Nord-Ouest qui est enfin établi. La mission se termine dans le drame et doit être secourue. |
| 1852-1854      | HMS Resolute, HMS Assistance, HMS North Star, HMS Pioneer, HMS Intrepid | Edward Belcher, Henry Kellett, Émile de Bray secourent l'expédition arctique McLure |
| 1853-1854      | Le Breadalbane et le Phoenix                                            | Edward Inglefield, Joseph-René Bellot et son maître d'équipage Johnson partent à la recherche des expéditions Franklin et McClure. Bellot y trouve la mort. Creswell est secouru de l'HMS Investigator. |
| 1853-1854      | Le North Pole et le Magnet                                              | John Rae explore l'île du Roi-Guillaume et la péninsule Boothia et trouve des vestiges de l'expédition Franklin en possession d'Esquimaux. |
| 1853-1854      | HMS Advance Seconde expédition Grinnell                                 | Toujours à la recherche de Franklin, Elisha Kent Kane, William Morton, Isaac Israel Hayes et Hans Hendrik montent jusqu'à la latitude 80°35'. Morton prétend être monté jusqu'à 81°22'. Découverte de la Terre de Grinnell.                                                                                                |
| 1857-1859      | Le Fox                                                                  | McClintock et William Robert Hobson commandent une expédition privée financée par Lady Franklin. Ils confirment la disparition de l'expédition près de île du Roi-Guillaume. |
| 1860-1861      | Le United State                                                         | Isaac Israel Hayes recherche une hypothétique mer libre du pôle et affirme l'avoir trouvée malgré une absence de preuves. |